# دانشگاه صنعتی تبریز
دانشگاه صنعتی تبریز یکی از  برترین دانشگاه‌های صنعتی کشور ایران است که در سال ۱۳۶۹ شمسی فعالیت خود را آغاز نموده و هم‌اکنون سالانه بیش از ۶۰۰ نفر دانشجوی ورودی جدید در مقاطع تحصیلی کارشناسی به صورت روزانه و شبانه و چندصد دانشجوی کارشناسی ارشد و دکترا می‌پذیرد.در چهارم دی ماه ۱۴۰۳ نام دانشگاه صنعتی سهند به دانشگاه صنعتی تبریز تغییر یافت .

## تاریخچه
دانشگاه صنعتی تبریز به‌عنوان اولین دانشگاه صنعتی مولود انقلاب در سال ۱۳۶۸، با جایابی در قلب صنایع مهم کشور، جهت تربیت نیروی انسانی متخصص و متعهد مورد نیاز صنایع منطقه و کشور و رفع نیازهای تحقیقاتی/ توسعه صنایع مذکور تأسیس شده است. در این دانشگاه ۲۰ رشته-گرایش کارشناسی و بیش از ۱۰۰ رشته-گرایش کارشناسی ارشد/دکترا در موضوعات مختلف مهندسی شامل مهندسی مواد، مهندسی شیمی، مهندسی برق، مهندسی معدن، مهندسی عمران، مهندسی پلیمر، مهندسی مکانیک، مهندسی نفت و گاز، مهندسی پزشکی و علوم پایه مهندسی دایر است که همه به تناسب نیاز صنایع منطقه و کشور ایجاد گردیده‌اند. 
با تمرکز ویژه این دانشگاه در تحصیلات تکمیلی بيش از نصف دانشجویان را، دانشجویان تحصیلات تکمیلی در مقاطع کارشناسی ارشد و دکترا تشکيل مي‌دهند. اين دانشگاه مفتخر به ابداع و ايجاد مراکز تحقیقاتی نياز-محور خودگردان (بي‌نياز از بودجه دولتي) است و در حال حاضر ۳۲ مرکز از اين نوع در زمینه‌های مختلفی شامل نفت، پلیمر، محیط زیست، انرژیهای نو، ICT، بیوتکنولوژی، نانوتکنولوژی، سلول های بنیادی، مواد پیشرفته و فرآوری مواد معدنی، سازه، زلزله، خودرو، مهندسی پزشکی، بهره‌وری و ...داير است که در آنها  تحقیقات بدیعی در قالب طرحهای ملی/ بین‌المللی با نگاه حل‌المسائلی به توسعه صنایع کشور انجام می‌گيرد.
اجرای بیش از۴۰۰ طرح پژوهشی همسو با نیازهای صنایع و مشارکت در دهها پروژه‌ی کلان ملی از جمله افزایش ضریب برداشت میدان‌های نفتی، ساخت نیروگاه‌های خورشیدی،  تولید فرآورده‌ها و محصولات بیوتکنولوژی و تصفیه آب، و نیز ثبت چند عنوان US-Patent و بیش از دویست عنوان اختراع ملی، از جمله دستاوردهاي اين مراکز و حاصل نگاه مسأله-محور آموزش و پژوهش در این دانشگاه است. انتشار مقالات کیفی نیز نشان از نقش مؤثر این مراکز در مرزهای دانش دارد. 
قطب علمی پليمرهای استایرنی این دانشگاه به عنوان تنها قطب علمی فعال در حوزه مهندسی پلیمر در منطقه شمالغرب کشور، محوریت تحقیقات در حوزه پژوهش‌های مربوط به پلیمرها و مواد استایرنی و حوزههای میان رشتهای را با حضور متخصصین برجسته کشور در پژوهشکده مواد پلیمری دانشگاه بر عهده دارد.
مرکز رشد واحدهای فناور دانشگاه که ده‌ها شرکت دانش‌بنیان و واحد فناور در آن مستقر هستند در تکمیل چرخه ایده تا محصول و تجاری‌سازی آن فعالیت دارد. در این مرکز فناوریها/ محصولاتی توسعه/ تولید گردیده‌اند که به کشورهای خارجی صادر می‌شوند. همچنين اين دانشگاه مفتخر است به ايجاد اولين سايبر پارک کشور براي توسعه و تجاري‌سازي دانش فناوري اطلاعات و ارتباطات که با مشارکت بخش خصوصي در حال راه‌اندازي است
در سال‌های اخیر توجه زیادی به همکاريهاي علمی بین‌المللي در این دانشگاه شده است. ایجاد بسترهای لازم برای پذیرش دانشجویان خارجی، انعقاد تفاهم‌نامه‌های مشترک با دانشگاه‌های خارجی و انجام پروژه‌های تحقیقاتی مشترک در حوزه‌های نفت، بیوتکنولوژی و علوم شناختی با دانشگاه‌هایی از کشورهای هلند، اسپانیا، چین و ترکیه، از جمله این فعالیت‌هاست. 
در کنار فعالیتهای گسترده آموزشی و پژوهشی، دانشگاه صنعتی تبریز در راستای ایجاد تسهیلات رفاهی برای دانشجویان، اقدام به ایجاد امکانات فرهنگی، ورزشی و بهداشتی نموده است. ایجاد نشاط و امید با اجرای برنامه‌های مختلف علمی، فرهنگی و تفریحی با مشارکت يا حتي راهبری خود دانشجویان جزئي جداناپذير از برنامه‌های آموزشی و پژوهشی دانشگاه است.
کسب جوایز/ عناوین متعدد توسط اعضای هیأت علمی از جمله IEEE Senior Member، استاد بهره‌وری سبز از سوی سازمان بهره‌وری آسیایی، استاد نمونه کشوری در سال‌های  ۸۹ و ۹۷، پژوهشگر برتر کشوری در سالهای ۹۰ و ۹۶، دانشمند جوان برجسته مهندسی کشور در سال‌های ۹۲ و ۹۶، سرآمد علمی در سال ۹۸، عضویت ۷ نفر از اعضای هیات علمی در کارگروه‌های  تخصصی برنامه ریزی  حوزه فنی و مهندسی کشور، کسب جایزه جهانی انرژی (Energy Globe)،  و نیز کسب افتخارات متعدد دانشجویی از جمله کسب رتبه‌های متعدد تک رقمی آزمون کارشناسی ارشد و رتبه های برتر المپیادهای علمی دانشجویی ، قهرمانی چندین دوره مسابقات کمیکار، نایب قهرمانی مسابقه ملی طراحی موتور سیکلت برقی و ... و درخشش در مسابقات مختلف فرهنگی و ورزشی در سطح ملی از جمله افتخارات دانشگاه (جوان) صنعتی تبریز است.
بر اساس گزارش رتبه‌بندی شانگهای در سه سال اخير دانشگاه صنعتی تبریز در رشته مهندسی متالورژی در جمع ۱۵۰ يا ۲۰۰ دانشگاه برتر،  در رشته‌ي مهندسی شیمی در جمع ۴۰۰ دانشگاه برتر و در علوم و مهندسی انرژی در جمع ۵۰۰ دانشگاه برتر جهان قرار گرفته است.

## فعالیت‌های آموزشی
فعالیت دانشگاه در سال ۱۳۶۹ با پذیرش ۴۸ دانشجو در رشتهٔ مهندسی مواد، گرایش ریخته‌گری آغاز شد. هم‌اکنون پس از بیست و چهار سال فعالیت آموزشی، دانشگاه در ۲ رشته در مقطع کاردانی، ۱۴ رشته در مقطع کارشناسی، ۴۸ رشته در مقطع کارشناسی ارشد و ۴۶ رشته در مقطع دکتری به فعالیت آموزشی خود ادامه می‌دهد. با تأسیس آموزشکدهٔ فنی ورزقان در سال ۱۳۸۲ رشته‌های استخراج معدن و کانه‌آرایی در مقطع کاردانی ایجاد شده‌است. این دانشگاه از ده دانشکدهٔ مهندسی برق، مهندسی مواد، مهندسی شیمی، مهندسی معدن، مهندسی مکانیک، مهندسی پلیمر، مهندسی عمران، مهندسی پزشکی و مهندسی نفت و دانشکدهٔ علوم پایه و نیز یک آموزشکده تشکیل یافته‌است و همچنین این دانشگاه در سال ۱۳۸۶ اقدام به تأسیس مرکز آموزش الکترونیکی با ارائهٔ سه رشته مهندسی پزشکی، مهندسی شیمی و مهندسی مواد نمود این مرکز در محل پیشین دانشگاه صنعتی تبریز و در کنار شرکت تراکتورسازی ایران قرار گرفته‌است.

## دانشکده‌ها

### دانشکدهٔ مهندسی شیمی
دانشکده مهندسی شیمی دانشگاه صنعتی تبریز بزرگترین دانشکده مهندسی شیمی شمالغرب کشور است که از سال ۱۳۷۰ برای تربيت متخصصاني توانمند در حوزه های كاربردي مربوط به نفت، پتروشيمي، گاز و همچنین مراحل فرآوری و تصفیه آنها، طراحی و كنترل فرآيند، بیوتکنولوژی، تبدیل انرژی، محيط زيست و بسياري ديگر از زیرشاخه های تخصصی مربوطه بنيان نهاده شده است.
این دانشکده با ۲۹ نفر هیات علمی شامل ۱۰ استاد، ۱۶ دانشیار و ۳ استادیار جزء دانشکده های برتر مهندسی شیمی کشور است و تاکنون بیش از ۳۰۰۰ نفر در مقاطع کارشناسی، کارشناسی ارشد و دکتری  از این دانشکده فارغ التحصیل شده اند. 
این دانشکده در کنار آزمایشگاه های آموزشی شیمی عمومی، شیمی تجزیه، شیمی آلی، شیمی فیزیک، مکانیک سیالات، کنترل فرایند، عملیات واحد، انتقال حرارت، بیوتکنولوژی از مجموعه مجهزي از مراکز تحقیقاتی، آزمایشگاه ها و کارگاه های تخصصی نیز بهره می برد.
دانشکده مهندسی شیمی دانشگاه صنعتی تبریز با ۹ مرکز تحقیقاتی شامل راکتور و کاتالیست، بافت و سلولهای بنیادی، پدیده های انتقال، مهندسی محیط زیست، بیوتکنولوژی، مواد نانوساختار و غشاء، مرکز جامع فناوری غشایی، صنایع غذایی و مرکز تحقیقات بهره وری و توسعه پایدار و یک پژوهشکده زیست فناوری که مراحل تأسیس آن در حال انجام است و آزمایشگاه تحقیقاتی سوخت و انرژی، بیشترین تعداد مراکز تحقیقاتی این دانشگاه را به خود اختصاص داده است که طرح های تحقیقاتی و پژوهشی مهمی در سطح ملی در آنها انجام یافته و یا در حال انجام است.
جداسازی و پدیده های انتقال، طراحی فرآیند، ترموسینتیک و کاتالیست، محیط زیست، بیوتکنولوژی، صنایع غذایی و داروسازی گروههای ۵ گانه این دانشکده است که در آنها تحقیقات و پژوهشهای اثرگذاری در حوزه مهندسی شیمی و توسعه صنایع کشور در این حوزه اجرا می شود.
وجود اساتید برجسته بین المللی اعم از اساتید یک درصد و دو درصد برتر جهان، استاد بهره ور سبز آسیا، سرآمدان علمی کشوری، اساتید نمونه کشوری و فناوران و پژوهشگران برتر کشور از دانشکده مهندسی شیمی دانشگاه صنعتی تبریز برگ زرین دیگری در کارنامه افتخارات این دانشکده به شمار می آید.
تأسیس انجمن مهندسي شیمی ایران - شعبه شمال غرب کشور و تأسیس خانه فناور محیط زیست استان هم در این دانشکده محلی برای تبادل تجربیات و اطلاعات دانشجویان، اساتید و صنعتگران در حوزه های مختلف مهندسی و مسائل و چالشهای محیط زیست است.
برگزاری سمینارها و کنگره های مختلف مهندسی اعم از برگزاری دوازدهمین و هجدهمین کنگره ملی مهندسی شیمی ایران در این دانشکده و بسیاری از همایش های ملی دیگر با هدف تبادل نظر و ارائه آخرین دستاوردهای حوزه مهندسی شیمی، باعث ايجاد فضایي براي تعامل صحيح و بي‌واسطه براي درك و آشنایي دانشگاهیان با نيازهاي فناوري شده است.

#### مقاطع آموزشی و گرایش‌ها
هر سه مقطع کارشناسی، کارشناسی ارشد و دکترا در رشتهٔ مهندسی شیمی در دانشکدهٔ مهندسی شیمی دانشگاه صنعتی تبریز آموزش و به صورت زیر ارائه می‌شود:
- کارشناسی
  - مهندسی شیمی
- کارشناسی ارشد
  - مهندسی شیمی - فرآیند
  - مهندسی شیمی - ترموسینتیک و کاتالیست
  - مهندسی شیمی – فرایندهای جداسازی
  - مهندسی شیمی - پدیده‌های انتقال
  - مهندسی شیمی - محیط زیست
  - مهندسی شیمی - بیوتکنولوژی
  - مهندسی شیمی - صنایع غذایی
  - مهندسی شیمی - داروسازی
- دکتری
  - مهندسی شیمی

### دانشکدهٔ مهندسی معدن
دانشکدهٔ مهندسی معدن دانشگاه صنعتی تبریز یکی از با پیشینه‌ترین دانشکده‌های این دانشگاه و یکی از دانشکده‌های مطرح در ایران است که در میان متخصصین این رشته در ایران شناخته شده می‌باشد که تألیفات و مقالات بسیاری را ارائه کرده‌است. این دانشکده دارای ۱۶ هیئت علمی می‌باشد.

#### مقاطع آموزشی و گرایش‌ها
مقاطع کارشناسی، کارشناسی ارشد و دکتری مهندسی معدن در دانشکدهٔ مهندسی معدن دانشگاه صنعتی تبریز با گرایش های زیر آموزش داده می شود:
- مهندسی معدن
- استخراج
- اکتشاف
- فرآوری مواد معدنی
- مکانیک سنگ

همچنین، دو رشته کاردانی استخراج و کاردانی فرآوری مواد معدنی در آموزشکده فنی ورزقان واقع در شهرستان ورزقان ارائه می شود. آموزشکده فنی ورزقان زیر نظر دانشکده مهندسی معدن است و ریاست آن بر عهده دکتر محمد داربر است. این آموزشکده دارای ۵ عضو هیات علمی است.

### دانشکدهٔ مهندسی برق
دانشکدهٔ مهندسی برق دانشگاه صنعتی تبریز یکی از هشت دانشکدهٔ این دانشگاه است.

#### مقاطع آموزشی و گرایش‌ها
مقطع کارشناسی و کارشناسی ارشد مهندسی برق در دانشکدهٔ مهندسی برق دانشگاه صنعتی تبریز آموزش و به صورت زیر ارائه می‌شود:
- کارشناسی
  - مهندسی برق - الکترونیک
  - مهندسی برق - قدرت
  - مهندسی برق - مخابرات
  - مهندسی برق - کنترل
- کارشناسی ارشد
  - مهندسی برق - مخابرات
  - مهندسی برق - قدرت
  - مهندسی برق - کنترل
  - مهندسی برق - الکترونیک
  - مهندسی فناوری اطلاعات شبکه‌های کامپیوتری
- دکتری
  - مهندسی برق - مخابرات
  - مهندسی برق - قدرت
  - مهندسی برق - کنترل
  - مهندسی برق - الکترونیک

### دانشکدهٔ مهندسی مواد
دانشکدهٔ مهندسی مواد دانشگاه صنعتی تبریز با سابقه‌ترین دانشکدهٔ این دانشگاه و یکی از دانشکده‌های مطرح مهندسی مواد در ایران است که در میان متخصصان این رشته در ایران شناخته شده می‌باشد که تألیفات و مقالات بسیاری را در زمینهٔ مواد پیشرفته، نانو مواد، پوشش کاری و … ارائه کرده‌است.

#### مقاطع آموزشی و گرایش‌ها
هر سه مقطع کارشناسی، کارشناسی ارشد و دکترا در رشته مهندسی مواد در دانشکدهٔ مهندسی مواد دانشگاه صنعتی تبریز آموزش و به صورت زیر ارائه می‌شود:
- کارشناسی
  - متالورژی استخراجی
  - متالورژی صنعتی
- کارشناسی ارشد
  - شناسایی و انتخاب مواد فلزی
  - جوشکاری
  - ریخته‌گری
  - نانومواد
  - خوردگی و حفاظت از مواد
  - استخراج فلزات
- دکتری
  - مهندسی مواد

### دانشکدهٔ مهندسی مکانیک
دانشکدهٔ مهندسی مکانیک دانشگاه صنعتی تبریز یکی از هشت دانشکدهٔ این دانشگاه است، این دانشکده در سال تحصیلی ۸۰–۸۱ فعالیت آموزشی خود را در رشتهٔ مهندسی مکانیک آغاز نمود و هم‌اکنون در مقاطع کارشناسی، کارشناسی ارشد و دکتری دانشجو می‌پذیرد، در این دانشکده آزمایشگاه‌های آموزشی و پژوهشی شامل مکاترونیک و ارتعاشات، سازه‌های سبک،
بیومکانیک، طراحی و ساخت ماشین‌آلات پیشرفته، محاسبات پیشرفته، موتور،
قابلیت اطمینان، انرژی و پمپ و کارگاه‌های عمومی و تخصصی ایجاد گردیده‌است.

#### مقاطع آموزشی و گرایش‌ها
مقطع کارشناسی، کارشناسی ارشد و دکتری مهندسی مکانیک در دانشکدهٔ مهندسی مکانیک دانشگاه صنعتی تبریز آموزش و به صورت زیر ارائه می‌شود:
- کارشناسی
  - سیالات
  - طراحی جامدات
- کارشناسی ارشد
  - سیستم محرکه خودرو
  - تبدیل انرژی
  - طراحی کاربردی (شاخه جامدات و دینامیک ـ کنترل)
  - بیومکانیک
  - هوافضا (سازه‌های هوایی و مکانیک پرواز)
  - مهندسی سیستم‌های انرژی
- دکتری
  - بیومکانیک
  - تبدیل انرژی
  - طراحی کاربردی

### دانشکدهٔ مهندسی عمران
دانشکدهٔ مهندسی عمران دانشگاه صنعتی تبریز یکی از هشت دانشکدهٔ این دانشگاه است.

#### مقاطع آموزشی و گرایش‌ها
مقطع کارشناسی ارشد و دکتری مهندسی عمران در دانشکدهٔ مهندسی عمران دانشگاه صنعتی تبریز آموزش و به صورت زیر ارائه می‌شود:
- کارشناسی ارشد
  - مهندسی عمران - سازه
  - مهندسی عمران - سازه‌های دریایی
  - مهندسی عمران -زلزله
- دکتری
  - مهندسی عمران - سازه
  - مهندسی عمران - سازه‌های هیدرولیکی
- دانشکده مهندسی مواد
- دانشکده مهندسی معدن
- دانشکده مهندسی مکانیک
- دانشکده مهندسی پلیمر
- دانشکده علوم پایه
- آموزشکده فنی و مهندسی ورزقان
- آموزشکده فنی بناب
- مرکز آموزش الکترونیکی

### دانشکدهٔ مهندسی پزشکی
این دانشکده به عنوان دومین دانشکدهٔ مستقل مهندسی پزشکی کشور در مجموعه وزارت عتف در سال ۱۳۹۶ و براساس مجوز هیئت امنا آغاز به‌کار نموده‌است. با این وجود نخستین دوره از دانشجویان مهندسی پزشکی دانشگاه صنعتی تبریز از سال ۱۳۷۶ و در قالب دانشجویان مهندسی برق با گرایش بیو الکتریک، در مقطع کارشناسی دورهٔ تحصیل خود را آغاز نموده‌اند. در حقیقت دانشگاه صنعتی تبریز در ایجاد رشتهٔ مهندسی پزشکی از دانشگاه‌های پیشتاز در زیر مجموعه وزارت عتف محسوب می‌گردد. فارغ‌التحصیلان رشتهٔ مهندسی پزشکی دانشگاه صنعتی تبریز از سال ۱۳۸۱ وارد بازار کار و فعالیت شده‌اند و از همان سال تاکنون در مقاطع مختلف تحصیلی بالغ بر ۸۵۰ نفر فارغ‌التحصیل داشته‌است. با توجه به قدمت دانشگاه صنعتی تبریز در آموزش دانشجویان مهندسی پزشکی، فارغ‌التحصیلان این دانشگاه در عرصه‌های مختلف تحقیقاتی و صنایع وابسته به مهندسی پزشکی به نحوی قابل توجه مؤثر و فعالند. لازم است ذکر شود، این دانشکده در حال حاضر در گرایش‌های بیوالکتریک و بیومکانیک در کلیهٔ مقاطع تحصیلی فعال است.

### دانشکدهٔ علوم پایه مهندسی
اين دانشکده از بدو تاسيس دانشگاه فعاليت آموزشي خود را آغاز نموده و در حال حاضر در کنار توسعه رشته هاي رياضي و فيزيک مسئوليت ارائه دروس علوم پايه را به عهده دارد. پذيرش دانشجو در اين دانشکده با رشته هاي رياضي و فيزيک در مقطع کارشناسي ارشد به ترتيب در سالهاي ۱۳۸۳ و ۱۳۸۴ آغاز گرديد. هم اکنون در همه مقاطع تحصيلي اين رشته ها پذيرش دانشجو انجام مي پذيرد. تعداد اعضاي هيأت علمي اين دانشکده ۲۴ نفر مي باشد.  آمار کل دانشجويان شاغل به تحصيل ۲۵۶ نفر و تعداد فارغ التحصيلان اين دانشکده ۳۷۹ نفر مي باشد.  اين دانشکده داراي آزمايشگاههاي آموزشي و پژوهشي شامل آزمايشگاه فيزيک فيزيک پايه ۱، فيزيک پايه ۲، آزمايشگاه فيزيک حالت جامد پيشرفته، آزمايشگاه پلاسماي پيشرفته و آزمايشگاه آشکارسازها جهت انجام پروژه هاي تحقيقاتي و ارائه خدمات آموزشي و پژوهشي مي باشد. همچنين اين دانشکده در سال ۲۰۱۴ ميزبان چهاردهمين کنفرانس سيستم هاي فازي ايران بوده است.
دانشکده علوم پایه مهندسی متشکل از دو گروه‌  ریاضی  و فیزیک است. این دانشکده در مقطع کارشناسی، کارشناسی ارشد و دکتری  دانشجو می پذیرد.  گرایش های دوره کارشناسی،  کارشناسی ارشد و دکتری به شرح ذیل می باشند:
الف) رشته های کارشناسی
۱- ریاضیات و کاربردها
۲- فیزیک
ب) گرایش های کارشناسی ارشد  و دکتری ریاضی:
۱- ریاضی محض:
آنالیز ریاضی ، 
جبر
۲- ریاضی کاربردی: 
آنالیز عددی،
تحقیق در عملیات،
بهینه سازی،
معادلات دیفرانسیل
ج) گرایش های کارشناسی ارشد و دکتری فیزیک:
۱- ذرات بنیادی
۲- حالت جامد
۳- اتمی و مولکولی
۴- فناوری پلاسما
الگو:دانشکده علوم پایه دانشگاه صنعتی تبریز